# Adam Lamhamedi
Adam Lamhamedi (in arabo آدم المحمدي‎?; Quebec, 22 aprile 1995) è uno sciatore alpino marocchino; ha rappresentato il Marocco ai Giochi olimpici in due edizioni.

## Biografia

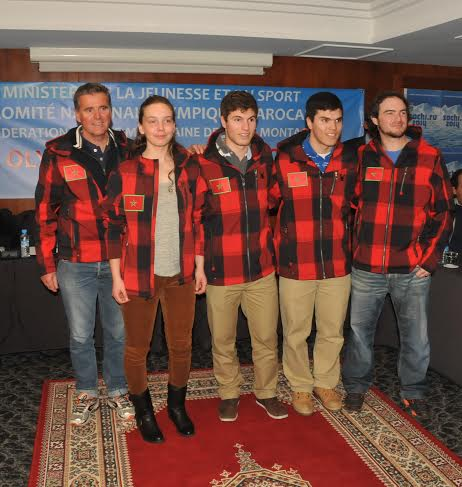
Parte della delegazione del Marocco ai XXII Giochi olimpici invernali di

Nato in Canada da padre marocchino e madre canadese, ha iniziato a sciare durante l'infanzia, vincendo la sua prima gara all'età di otto anni. Nel 2011, ha preso la decisione di gareggiare per il paese di origine del padre, sia a livello internazionale che locale nel circuito sciistico provinciale del Québec, beneficiando del supporto fornito dal programma per atleti di alto livello del Ministero della Gioventù e dello Sport, del Comitato Olimpico Nazionale Marocchino e della Federazione Reale Marocchina di Sci e Montagna.
Alle Olimpiadi giovanili invernali di Innsbruck 2012 vinse la medaglia d'oro nella prima competizione di superG maschile in assoluto: ciò rese Lamhamedi la prima persona a rappresentare una nazione africana a vincere una medaglia ai Giochi olimpici invernali di qualsiasi tipo. Nel corso di quell'anno, si classificò primo in Canada per lo slalom gigante e secondo nello slalom.
Lamhamedi ottenne il suo primo podio in una gara FIS nel febbraio 2012, seguito dalle sue prime apparizioni in Coppa Nor-Am nel dicembre dello stesso anno. Con altri due podi in gare FIS nella stagione sciistica successiva, ottenne abbastanza punti per qualificarsi per le Olimpiadi invernali Soči 2014, in Russia. Fu selezionato come una delle due persone della delegazione, con suo fratello Sami che partecipò anche lui ai Giochi come sostituto. Concluse in 47ª posizione nello slalom gigante maschile, mentre non riuscì a concludere la gara di slalom.
Lamhamedi continuò a gareggiare principalmente in competizioni locali canadesi e alla Coppa del Sud America e infine si qualificò per la sua seconda Olimpiade. A Pyeongchang 2018 lo sciatore marocchino concluse lo slalom gigante al 53° posto, ritirandosi poi dallo slalom alla prima manche.